# Przytulisko w Warszawie
Przytulisko, Warszawski Dom Schronienia, Towarzystwo Pielęgnowania Chorych św. Józefa - Przytulisko – dawny warszawski zakład dobroczynny świadczący pomoc ubogim kobietom, zlokalizowany przy ul. Wilczej 7, a powstały w 1850 r.

## Historia
Przytulisko założyło Warszawskie Towarzystwo Dobroczynności. Inicjatorkami były członkinie Żywego Różańca działające również w Towarzystwie św. Wincentego a Paulo. Były to głównie zamożne kobiety i arystokratki. W 1864 r. na cele przytułku zakupiono jednopiętrową oficynę przy ul. Wilczej 7. Wcześniejsze siedziby zakładu znajdowały się:
- na Nowym Mieście (1858–1862);
- przy ul. Dzielnej (1862–1863);
- przy ul. Nowogrodzkiej (1863–1864).

Jako pierwsza przytułkiem zarządzała Feliksa Robaczewska. W 1880 r. Przytulisko zyskało własny statut i miało funkcjonować pod nazwą Warszawski Dom Schronienia jednak nazwa nie przyjęła się. Od 1881 r. nadzór nad zakładem pełniła Rada Miejska Dobroczynności Publicznej.
Od 1882 r. przytułkiem kierowała Kazimiera Gruszczyńska (zajmowała się administracją, całością zarządzały władze świeckie). Powołał ją na to stanowisko o. Honorat Koźmiński. Gruszczyńska była także współzałożycielką Zgromadzenia Sióstr Franciszkanek od Cierpiących, w skład którego weszły osoby zatrudnione w przytułku. Z jej inicjatywy w 1907 r. powstało Towarzystwo Opieki nad Pielęgniarkami. W 1909 r. przekształcono je w Towarzystwo Pielęgnowania Chorych św. Józefa.
W latach 1911–1913 do oficyny dobudowano dwa piętra. W okresie pomiędzy 1913 a 1915 r. powstała kaplica.
W 1920 r. Towarzystwo Pielęgnowania Chorych św. Józefa połączyło się z przytułkiem Przytulisko. Powstały zakład nazwano: Towarzystwo Pielęgnowania Chorych św. Józefa - Przytulisko. Przestały też istnieć świeckie władze Przytuliska. W latach 1931–1944 znajdowało się tam ok. 32-38 starszych kobiet.
2 października 1944 r. władze okupacyjne nakazały opuścić zakład. Członkinie Towarzystwa Pielęgnowania Chorych św. Józefa - Przytulisko (Siostry Franciszkanki od Cierpiących) wróciły po wojnie do niezniszczonego budynku. Uruchomiono w nim wówczas kuchnię dla pracowników Zarządu Miejskiego, która działała przez rok. Schronienie otrzymywali tu wojskowi wracający z obozów. Zaczęto również wydawać ubogim obiady i udzielać pomocy pielęgniarskiej.